# Comitato paralimpico austriaco
Il comitato paralimpico austriaco è un comitato paralimpico nazionale per lo sport per disabili dell'Austria.